# Santa Rosa de Aguán
Santa Rosa de Aguán é uma cidade hondurenha do departamento de Colón.